# Hymn for the Weekend
Singles de Coldplay
Adventure of a Lifetime
(2015) Up and Up
(2016)
Pistes de A Head Full of Dreams
Birds Everglow
Hymn for the Weekend est une chanson de Coldplay, deuxième single de leur septième album studio A Head Full of Dreams. (DNF) Le titre sort en single le 25 janvier 2016.
En novembre 2018, le clip vidéo atteint le milliard de visionnages sur YouTube.

## Liste des chansons
| 1. | Hymn for the Weekend | 4:18 |

| 1. | Hymn for the Weekend (Radio Edit) | 4:00 |

## Crédits
Coldplay
- Guy Berryman – basse
- Jonny Buckland – guitare électrique
- Will Champion – batterie, percussion, chœurs
- Chris Martin – chant, piano, guitare acoustique

Autres musiciens
- Tim Bergling – programmations additionnelles
- Regiment Horns – cuivre
- Beyoncé – chant